# Manduca johanni
Manduca johanni là một loài bướm đêm thuộc họ Sphingidae. Nó được tìm thấy ở Haiti và Cộng hòa Dominica.
Sải cánh dài khoảng 115 mm. Con trưởng thành bay vào tháng 5 và tháng 6.